# Saalfeld-Rudolstadt
Saalfeld-Rudolstadt là một huyện (Kreis) ở phía nam của Thüringen, Đức. Các huyện giáp ranh (từ phía bắc theo chiều kim đồng hồ) là: các huyện Weimarer Land, Saale-Holzland, Saale-Orla, huyện Kronach ở Bavaria, và các huyện Sonneberg, Hildburghausen và Ilm-Kreis.

## Lịch sử
Huyện có lịch sử từ Landratsamt Saalfeld được lập năm 1868, và năm 1922 được chuyển thành huyện (Landkreis). Năm 1922, huyện Rudolstadt được thành lập. Cả hai huyện này được sáp nhập trong cuộc cải cách năm 1994.

## Địa lý
Sông chính chảy qua huyện này là Saale. Nơi cao nhất là 827 m trên mực nước biển, gần Piesau, nơi thấp nhất là 169 m ở thung lũng sông Saale gần Niederkrossen.

## Thị xã và đô thị
| Thị trấn không thuộc Verwaltungsgemeinschaft                                                          | và đô thị                                                            |                                                                                         |
| --- | -------------------------------------------------------------------- | --------------------------------------------------------------------------------------- |
| 1. Bad Blankenburg 2. Gräfenthal 3. Königsee 4. Leutenberg 5. Remda-Teichel 6. Rudolstadt 7. Saalfeld | 1. Altenbeuthen 2. Arnsgereuth 3. Drognitz 4. Hohenwarte 5. Kamsdorf | 1. Kaulsdorf 2. Rottenbach 3. Saalfelder Höhe 4. Uhlstädt-Kirchhasel 5. Unterwellenborn |

| Verwaltungsgemeinschaften | Verwaltungsgemeinschaften | Verwaltungsgemeinschaften                                        |
| --- | --- | ---------------------------------------------------------------- |
| 1. Bergbahnregion/Schwarzatal 1. Cursdorf 2. Deesbach 3. Katzhütte 4. Meuselbach-Schwarzmühle 5. Oberweißbach1, 2 2. Lichtetal am Rennsteig 1. Lichte1 2. Piesau 3. Reichmannsdorf 4. Schmiedefeld | 3. Mittleres Schwarzatal 1. Allendorf 2. Bechstedt 3. Döschnitz 4. Dröbischau 5. Mellenbach-Glasbach 6. Meura 7. Oberhain 8. Rohrbach 9. Schwarzburg 10. Sitzendorf1 11. Unterweißbach 12. Wittgendorf | 4. Probstzella-Lehesten-Marktgölitz 1. Lehesten2 2. Probstzella1 |
| 1thủ phủ của Verwaltungsgemeinschaft;2thị xã | |                                                                  |